# David Dickson
David Dickson (n. 20 februarie 1941, Batu Gajah⁠(d), Perak⁠(d), Malaysia) este un înotător ce a reprezentat Australia, medaliat olimpic. A participat la 2 ediții ale Jocurilor Olimpice (1960, 1964) în care a câștigat 5 medalii de bronz.